# Zapytów (stacja kolejowa)
Zapytów (ukr. Запитів, ros. Запытов) – stacja kolejowa w miejscowości Zapytów, w rejonie lwowskim, w obwodzie lwowskim, na Ukrainie. Leży na linii Lwów – Łuck – Kiwerce.
Stacja istniała przed II wojną światową.